# Franklin County (Kansas)
Franklin County je okres ve státě Kansas v USA. K roku 2010 zde žilo 25 992 obyvatel. Správním městem okresu je Ottawa. Celková rozloha okresu činí 1 494 km². Byl pojmenován podle Benjamina Franklina.